# Spiritfarer
Spiritfarer è un videogioco indie gestionale e d'azione sviluppato dalla casa produttrice canadese Thunder Lotus Games e pubblicato il 18 agosto 2020 su PlayStation 4, Microsoft Windows, macOS, Linux, Xbox One, Nintendo Switch e Google Stadia. Il compito della protagonista, Stella, è quello di sostituire un Caronte ormai prossimo alla pensione nel ruolo di "Spiritfarer", ovvero di traghettatrice delle anime dei defunti verso l'aldilà. 
A fine 2021 il gioco aveva venduto più di un milione di copie. La Thunder Lotus ha continuato ad apportare modifiche e aggiornamenti al gioco dopo la pubblicazione attraverso alcuni DLC gratuiti, per poi concludere con l'aggiornamento finale del 13 dicembre 2021 con il quale il gioco è stato reintitolato Spiritfarer: Farewell Edition.

## Storia
Il giocatore assume i panni di Stella, la protagonista, sempre accompagnata dal suo fedele gatto Daffodil. Stella eredita il ruolo di Caronte come traghettatrice di anime verso le porte dell'aldilà. Provvede, inoltre, a realizzare gli ultimi desideri delle anime e a far passare gli ultimi momenti prima del passaggio nel miglior modo possibile, instaurando veri e propri rapporti di amicizia e compiendo semplici interazioni come, per esempio, abbracciare le anime od offrir loro conforto. Col passare del tempo, completando incarichi e arricchendosi di risorse, Stella può ampliare la capienza e le capacità della nave. 
Ogni qual volta Stella e una delle anime devono dirsi addio perché giunti a destinazione, le viene donato un fiore spirito in ricordo dell'anima in questione e del rapporto che avevano instaurato. Dopo aver portato un numero significativo di anime a destinazione, Stella comincia a incontrare occasionalmente Ade che si manifesta a lei sotto forma di un grosso gufo. Ade mostra a Stella delle scene della sua precedente vita terrena come infermiera. Stella si occupava di cure palliative, ovvero di assistere fisicamente e, soprattutto, emotivamente i malati terminali nei loro ultimi momenti di vita, prima di diventare anche lei malata terminale. Ade, inoltre, interroga Stella riguardo alle motivazioni che la spingono ad assistere e aiutare le anime, chiedendole se si tratta di puro altruismo o se invece la donna nasconda delle insicurezze che cerca di alleviare.
Assistita e salutata l'ultima anima, Stella ha un confronto finale con Ade che le rivela la sua imminente morte nel mondo terreno e, dunque, la necessità che anche lei attraversi le porte e raggiunga l'aldilà. Stella compie, infine, un ultimo viaggio con Daffodil verso le porte e i due le attraversano raggiungendo l'aldilà e diventando costellazioni nel cielo.

## Meccaniche di gioco
È possibile giocare in modalità cooperativa locale nella quale il secondo giocatore interpreta il ruolo del gatto Daffodil, assistendo in modo pratico la protagonista. Le meccaniche gestionali del gioco sono molto intuitive e semplici: bisogna costantemente tenere conto delle necessità dei passeggeri, ascoltare le loro richieste ed esaudirle grazie alla Everlight, una speciale palla di luce affidata alla protagonista all'inizio del gioco. La Everlight permette di svolgere con facilità diversi compiti normalmente complicati, come forgiare il metallo e tagliare alberi, per poi poter costruire oggetti o nuove espansioni della nave per soddisfare al meglio i bisogni delle anime, portare a termine missioni e collezionare ulteriori materiali di creazione, oggetti o monete di gioco. Queste ultime, ovvero gli oboli, monete con cui le anime pagano la traghettatrice per il servizio, sono utili per portare a termine altri incarichi. 
Il sistema di creazione di oggetti o di qualsiasi cosa si abbia bisogno durante il gioco è diviso in varie zone ed edifici specifici da costruire, a loro volta, sulla nave e disposti uno sopra l'altro in un modo che ricorda, per certi versi, una partita di Tetris. La cucina, ad esempio, è adibita alla creazione di pasti per le anime attraverso la combinazione di vari ingredienti; con il telaio è possibile creare diversi tessuti; in segheria è possibile tagliare e lavorare il legno. È anche possibile coltivare e, addirittura, accelerare il processo  di crescita suonando una musica rilassante ai propri raccolti. Un tipo di meccanica, quest'ultima, che, oltre a facilitare ulteriormente il gioco, serve a ribadire l'importanza del ruolo dell'amore nella crescita e nella felicità degli esseri viventi, punto cardine del messaggio che gli sviluppatori del gioco hanno voluto trasmettere. 
Le fasi platform del gioco servono per attraversare correttamente i livelli e accedere a diverse aree segrete, oltre che a mettere alla prova i riflessi del giocatore durante alcuni mini-giochi, utili per raccogliere ulteriori materiali. Esistono, inoltre, delle abilità sbloccabili ma non ulteriormente potenziabili nel corso del gioco, come la capacità di planare a mezz'aria con l'aiuto del proprio cappello o quella che permette di effettuare un lungo slancio in avanti, che servono ad accedere ad aree altrimenti inesplorabili. 
I viaggi da una città all'altra o da un luogo all'altro spesso sono lunghi, nonostante la presenza di scorciatoie, anche per il fatto che non è possibile viaggiare di notte per la scarsa visibilità. Durante il viaggio, quindi, il giocatore è spinto a svolgere vari incarichi sulla nave per conto delle anime e ad espandere la nave stessa con nuove strutture ed edifici. Di notte, invece, il giocatore può scegliere se continuare a svolgere incarichi o andare a riposare, passando direttamente al giorno successivo. Più equipaggiamento e più edifici il giocatore ha a disposizione, più semplice diventa portare a termine i vari incarichi. 
Il gioco è esclusivamente in lingua inglese ed è completabile in un tempo che va dalle 25 alle 28 ore, a seconda delle tendenze del giocatore a focalizzarsi più sulla trama principale oppure, invece, a esplorare tutte le meccaniche e a completare il gioco interamente.

## Creazione e sviluppo
Il direttore creativo Nicolas Guérin spiega che nel gioco si è voluto affrontare il tema della morte dal punto di vista intimo e personale di ognuno. Per questo alcune storie e alcuni personaggi all'interno del gioco sono ispirati a perdite di cari o di familiari che il direttore creativo e il suo staff hanno subito. 
Inizialmente il gioco era stato ambientato su un treno, ma poi gli sviluppatori decisero che una nave si sposava meglio con i temi che volevano trattare. Inoltre venne discussa l'idea  dell'aggiunta di un ciclo stagionale, che però venne scartata perché troppo impegnativa e poco importante ai fini del gioco stesso. Le meccaniche e le tempistiche riguardanti la coltivazione erano molto più estese inizialmente ma, essendo questa una parte secondaria rispetto alla storia principale, la complessità è stata enormemente ridotta prima della pubblicazione del gioco. 
Le storie scritte riguardo ai singoli spiriti arrivano in totale a 90.000 parole, cosa che mostra quanto la Thunder Lotus si è voluta soffermare sullo sviluppo e sulla personalizzazione dei singoli personaggi. Infine, il gioco è descritto dal direttore creativo come la visione che la protagonista ha della morte e Spiritfarer si basa interamente sul modo in cui questa visione si sviluppa e si amplia durante il gioco stesso.

## Recensioni e premi
Le recensioni delle principali testate videoludiche nordamericane sono molto positive. Rachel Watts di PC Gamer ha dato 85/100 al gioco descrivendolo come un Videogioco di simulazione che affronta il tema della morte e della compassione con equilibrio magistrale. Tra i difetti individua il modo intenzionalmente vago con cui è descritta la natura dell'aldilà e dei suoi abitanti che rende il fine di alcuni personaggi poco chiaro.
Tom Marks di IGN ha dato nove al gioco, assegnandogli inoltre l'Editor's Choice award. Lo ha definito una via di mezzo tra un Animal Crossing e un platform d'azione che affronta il tema della morte in modo estremamente "leggero e colorato". Definisce la storia del gioco piena di personaggi ben delineati con storie toccanti, anche se alcuni sono evidentemente più trascurati e meno "di impatto" rispetto ad altri. Aggiunge inoltre che alcuni incarichi e alcune missioni tendono a diventare ripetitive e prevedibili, ma il carattere compassionevole e toccante del gioco, specialmente nel momento dell'ultimo saluto tra la protagonista e gli spiriti che stanno per varcare la porta dell'aldilà, lo rende estremamente apprezzabile.
Eric Vallen di USGamer ha dato 4/5 al gioco, definendone la scrittura divertente, creativa e coinvolgente e precisando che il gioco è particolarmente apprezzabile nei dettagli minimi delle singole storie dei vari personaggi.
I voti della critica videoludica italiana al gioco sono, in generale, più che positivi. Damaso Scibetta di IGN Italia ha dato nove come voto finale, definendolo un gestionale semplice ma, allo stesso tempo, ricco di attività e con fasi platform ben ideate. Specifica, inoltre, come il gioco affronti un tema triste e doloroso come quello della morte riuscendo a trasmettere serenità al giocatore e rimanendo molto divertente. Nella recensione viene menzionato, infine, il particolare stile grafico che viene definito straordinario e scanzonato.
Anche Simone Tagliaferri di Multiplayer.it ha dato nove a Spiritfarer, indicando tra i pregi la storia appassionante, la commistione dei generi e lo stile grafico. Tra i pochi difetti viene citata la ripetitività di alcune attività e la poca accuratezza con cui sono state scritte le storie di alcuni spiriti rispetto ad altri ben scritti e molto dettagliati.
Daniele D'Orefice di Everyeye.it ha, invece, dato otto al gioco, definendolo un gestionale che tratta il tema della morte, con la quale tutti dovranno scendere a patti prima o poi, esaltando, però, la vita nel momento del trapasso, creando un ciclo di azioni quotidiane fatte dalla protagonista nell'interesse degli spiriti rendendo spensierato e gioioso il poco tempo rimasto loro. Viene scritto, inoltre, che il gioco esclude qualsiasi azione violenta, promuove interazioni d'affetto e spinge a formare unioni ma che la Thunder Lotus ha sbagliato a implementare un sistema di progressione alla metroidvania poco compatibile, secondo il recensore, con il resto delle caratteristiche del gioco. Viene, infine, specificato che, in ogni caso, nei momenti topici dell'esperienza di gioco Spiritfarer riesce sempre a valorizzare le proprie tematiche principali e il messaggio che gli sviluppatori hanno voluto trasmettere.
Spiritfarer è stato nominato ai The Game Awards del 2020 per i premi di Miglior Gioco Indie e Giochi d'impatto; è stato finalista ai Premi Nebula del 2021 per il premio di Videogioco con Miglior Scrittura e ai Premi Hugo del 2021 per quello di Miglior Videogioco.